# 木村恒久
木村 恒久（きむら つねひさ、1928年5月30日 - 2008年12月27日）は、日本のグラフィックデザイナー。東京造形大学客員教授。

## 人物
大阪市出身。1946年に大阪市立工芸学校（現・市立工芸高校）図案科卒。1950年代にかけて大阪で精力的にデザイン制作や批評活動を展開、永井一正、片山利弘、田中一光らとともに「若手四天王」と称された。
1960年に上京し日本デザインセンターに入社、1964年に独立する。この間の1962年、日本建築家協会主催の「モデュール展」で原弘と共同制作を行い、ADC銅賞を受賞している。1964年の東京オリンピックではピクトグラムの制作に携わっている。
1966年には、前年に宇野亜喜良、永井一正、和田誠らとともに開催した展覧会「ペルソナ」で毎日産業デザイン賞を受賞している。
1968年頃からフォト・モンタージュ作品を数多く手がけるようになり、フォト・モンタージュの草分け的存在となった。1977年、『季刊ビックリハウスSUPER』（『月刊ビックリハウス』の姉妹誌）にて「木村恒久のヴィジュアル・スキャンダル」の連載を開始、その原画展を渋谷パルコで開催し話題を呼んだ。1979年、作品集『キムラカメラ』を刊行する。1980年、毎日デザイン賞（1979年度）を受賞する。
1981年には、池袋西武百貨店・スタジオ200での『ボードリヤール・フォーラム'81』でジャン・ボードリヤールと討論を行った。
仕事に対する姿勢は厳しく、週刊文春のカラーページではトリミングが2mmずれただけで製版をやり直しさせるほどであった。
2008年12月27日、肺がんのため死去。80歳没。

## 作品集
- 1969年 『12人のグラフィックデザイナー第3集 伊坂芳太良,片山利弘,木村恒久,横尾忠則』
- 1979年 フォト・モンタージュ集『キムラカメラ』
- 1980年 『キムラカメラ―木村恒久のヴィジュアル・スキャンダル』
- 1985年 『フォト・マジック』『ニッポンの"ゑ" 現代トップアーティスト自選集6 木村恒久VS谷岡ヤスジ』『キムラカメラ オールド―木村恒久のヴィジュアル・スキャンダル』
- 1997年 CD-ROM『ラスト・モンタージュ』
- 1999年 モンタージュ集『What?』
- 2003年 『木村恒久 ggg Books 42（スリージーブックス　世界のグラフィックデザインシリーズ42』
- 2006年 モンタージュ集『ザ・キムラカメラ』

## 主な個展
- 1977年 渋谷パルコ
- 1990年 ハーバード大学、ベルリン・ボラーエルンスト
- 1997年 中京大学ギャラリー
- 1998年 東京造形大学ギャラリー、京都造形芸術大学ギャラリー
- 1999年 ギンザ・グラフィック・ギャラリー
- 2000年 川崎市市民ミュージアム

## 招待出品
- 1996年 ポンピドゥセンター・東京都美術館共催『都市と芸術展』
- 2001年 日本・カナダ共催『E・12：生きるためのデザイン展』